# Trichomanes holopterum
Trichomanes holopterum är en hinnbräkenväxtart som beskrevs av Kze. Trichomanes holopterum ingår i släktet Trichomanes och familjen Hymenophyllaceae. Inga underarter finns listade.